# Dmytriwka (Kropywnyzkyj)
Dmytriwka (ukrainisch Дмитрівка; russisch Дмитровка Dmitrowka) ist ein Dorf im Nordosten der ukrainischen Oblast Kirowohrad mit etwa 4200 Einwohnern (2004).

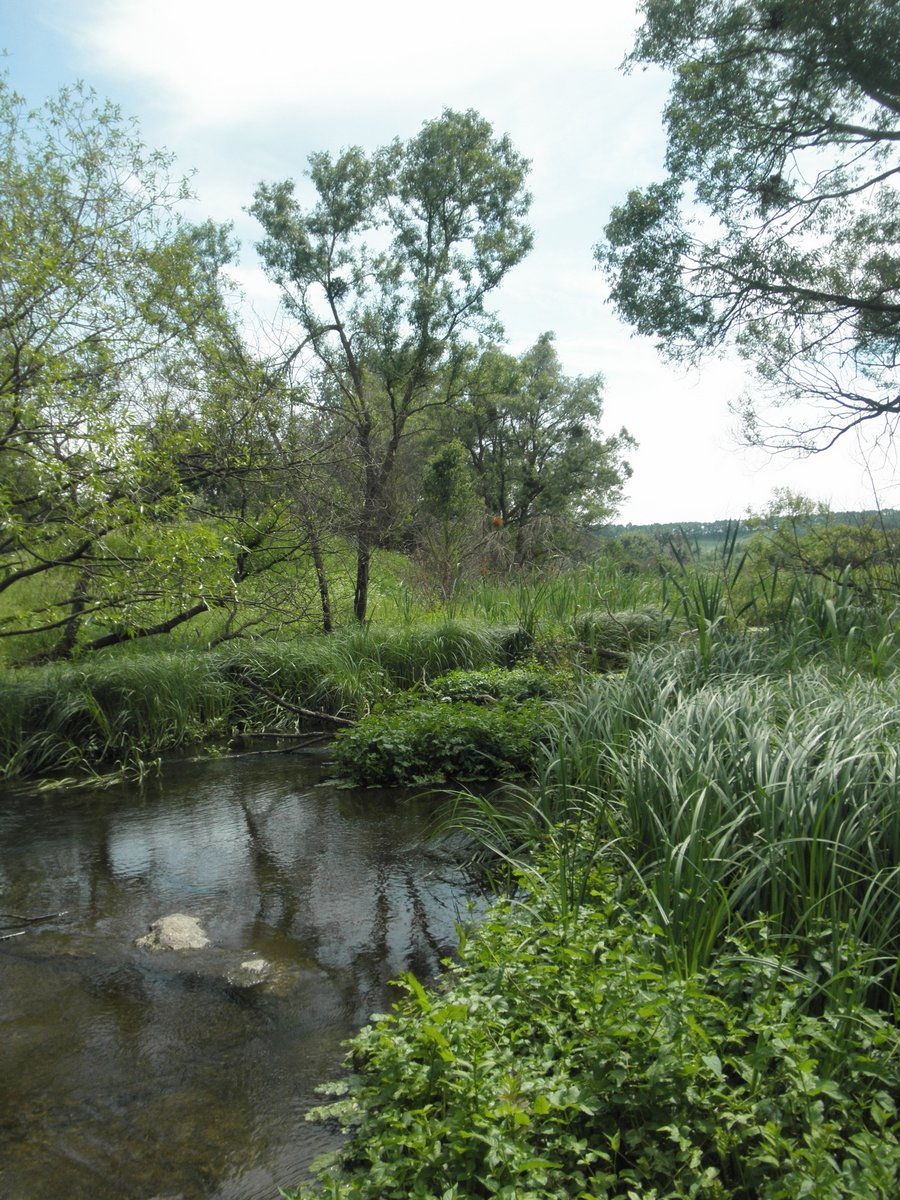
Der Inhulez im Naturschutzgebiet Botschky bei Dmytriwka

Das in den 1730er Jahren gegründete Dorf liegt am Ufer des Inhulez und ist das administrative Zentrum einer Landgemeinde innerhalb des Rajon Kropywnyzkyj. Dmytriwka befindet sich etwa 50 km nordöstlich der Oblasthauptstadt Kropywnyzkyj und 11 km nördlich vom ehemaligen Rajonzentrum Snamjanka. Durch Dmytriwka verläuft die Territorialstraße T–12–11. Bei dem Dorf befindet sich das Naturschutzgebiet Botschky (Бочки).

## Verwaltungsgliederung
Am 12. Juni 2020 wurde das Dorf zum Zentrum der neugegründeten Landgemeinde Dmytriwka (Дмитрівська сільська громада/Dmytriwska silska hromada). Zu dieser zählen die 13 in der untenstehenden Tabelle aufgelisteten Dörfer, bis dahin bildete es zusammen mit den Dörfern Dolyna, Hostynne, Kalyniwka, Ploske und Wesselyj Kut die gleichnamige Landratsgemeinde Dmytriwka (Дмитрівська сільська рада/Dmytriwska silska rada) im Osten des Rajons Snamjanka.
Am 17. Juli 2020 kam es im Zuge einer großen Rajonsreform zum Anschluss des Rajonsgebietes an den Rajon Kropywnyzkyj.
Folgende Orte sind neben dem Hauptort Dmytriwka Teil der Gemeinde:
| Name                     | Name         | Name                       |
| ukrainisch transkribiert | ukrainisch   | russisch                   |
| ------------------------ | ------------ | -------------------------- |
| Dolyna                   | Долина       | Долина (Dolina)            |
| Hostynne                 | Гостинне     | Гостинное (Gostinnoje)     |
| Iwankiwzi                | Іванківці    | Иванковцы (Iwankowzy)      |
| Juchymowe                | Юхимове      | Юхимово (Juchimowo)        |
| Kalyniwka                | Калинівка    | Калиновка (Kalinowka)      |
| Makarycha                | Макариха     | Макариха (Makaricha)       |
| Nowopokrowka             | Новопокровка | Новопокровка               |
| Pjatychatky              | П’ятихатки   | Пятихатки (Pjatichatki)    |
| Ploske                   | Плоске       | Плоское (Ploskoje)         |
| Salomy                   | Заломи       | Заломы                     |
| Wesselyj Kut             | Веселий Кут  | Весёлый Кут (Wessjoly Kut) |
| Wesseliwka               | Веселівка    | Веселовка (Wesselowka)     |
| Zybulewe                 | Цибулеве     | Цибулёво (Zibuljowo)       |